# Heterixalus betsileo
Heterixalus betsileo es una especie de anfibio de la familia Hyperoliidae.
Es endémica de Madagascar.
Su hábitat natural incluye bosques tropicales o subtropicales secos y a baja altitud, montanos secos, sabanas secas, praderas húmedas o inundadas en algunas estaciones, praderas tropicales o subtropicales a gran altitud, pantanos, marismas de agua dulce, corrientes intermitentes de agua dulce, tierra arable, jardines rurales, áreas urbanas, zonas previamente boscosas ahora degradadas, estanques, zonas de regadío, tierras de agricultura parcial o temporalmente inundadas y canales y diques.